# Berlaar
Ne doit pas être confondu avec Berlare.
Berlaar, parfois Berlaer ou Brerlaer-lez-Lierre en français (en néerlandais : Berlaar) est une commune néerlandophone de Belgique située en Région flamande dans la province d'Anvers.

## Sections de la commune
| # | Section | Superf. (km²) | Habitants (2020) | Habitants par km² | Code INS |
| - | ------- | ------------- | ---------------- | ----------------- | -------- |
| 1 | Berlaar | 22,03         | 11.485           | 521               | 12002A   |
| 2 | Gestel  | 2,48          | 165              | 66,4              | 12002A1  |

### Localités
Heikant, Melkouwen

## Histoire

### Moyen-Âge
Des références à Berlaar sont admises dans des lettres de chevalerie données le 19 avril 1656 à Madrid pour Michel de Lannoy, écuyer, seigneur du Carnoy, résidant à Lille, alors située dans les Pays-Bas espagnols, tout comme Berlaar. Il a avancé de grosses sommes d'argent dont il n'est encore ni indemnisé ni remboursé; son aïeul Paul van Dale, chevalier, seigneur de Lillo, a servi l'empereur Charles Quint. Pierre Van Dale, autre parent, a été seigneur de Berlaert (probablement Berlaar), Ghestel, doyen d'Alost, chanoine d'Anvers, fondateur d'un collège à Louvain. Michel de Lannoy est allié à la famille noble de Croix, ayant épousé Marie Marguerite de Croix, fille de Jacques, chevalier, seigneur d'Escou, mayeur (maire) de la ville de Saint-Omer (actuellement en France), et de Marie de Croix.

## Héraldique
|  | La commune possède des armoiries qui lui ont été octroyées en 1819 et à nouveau le 25 mai 1838. Elles sont utilisées depuis 1819 et montrent les armoiries de la famille Berthout-Berlaar. La famille dirigeait déjà le village au XIIIe siècle et le sceau le plus ancien du conseil municipal date de 1325. On y voit déjà les armoiries de Berthout, en or à trois pâles rouges. Sur un sceau de 1455, l'écu semblait être tenu par un ours en tant que support derrière l'écu. Les sceaux ultérieurs, cependant, de 1655 et 1659, ne montrent que l'écu lui-même. Les deux ours apparaissent sur un sceau datant de 1698 qui peut être basé sur un sceau plus ancien datant de 1612 et qui représentent très probablement un symbole d'inquiétude pour le nom de Berlaar. Les couleurs sont probablement fausses et ont été conçues par la Cour des armoiries néerlandaise en 1819, car aucune couleur historique n’était connue. Les lignes Berthout-Berlaar a utilisé en argent trois pales rouges, une variante des armoiries Berthout avec le champ en or. Le conseil fut informé de cette erreur historique par le Conseil héraldique flamand mais décida d'utiliser les couleurs "traditionnelles" accordées en 1819. Blasonnement : D'azur aux trois pals d'argent, l'écu ayant pour supports deux ours d'or. Source du blasonnement : Heraldy of the World. |

## Démographie

### Évolution démographique: Avant la fusion des communes
- Sources : INS, Rem. : 1831 jusqu'en 1961 = recensements[5].

### Évolution démographique: Commune fusionnée
Graphe de l'évolution de la population de la commune.
- Source : DGS - Remarque: 1806 jusqu'à 1981=recensement; depuis 1990=nombre d'habitants chaque 1er janvier[6]

## Sécurité et secours
La commune dépend de la zone de police Berlaar/Nijlen pour les services de police ainsi que de la zone de secours Rivierenland pour les services de pompiers. Ces deux services utilisant le numéro d'urgence européen « 112 » pour être contactés.

## Patrimoine
- Église Saint-Pierre de Berlaer (nl).

## Personnalité
- Ernst van Dyck[1].